# K-ON!形象歌曲
《K-ON!形象歌曲》是以日本電視動畫《K-ON!》的各主要角色為名義發行的角色歌曲單曲系列。由波麗佳音發行。

## 概要
日本電視動畫《K-ON!》的角色歌曲是動畫內每個人物的樂曲各自地被收錄。
於2009年6月17日發售「平澤唯」和「秋山澪」2張單曲，於8月26日發售「田井中律」、「琴吹紬」和「中野梓」3張單曲，於10月21日發售「平澤憂」和「真鍋和」的張單曲分別發售。
内容是人物歌3曲和各自樂曲的樂器曲共6首。第1首歌是人物作中用頭歌是人物作品中擔任的樂器的樂曲，第2首歌是印象歌，第3首歌是『K-ON!』WEB廣播『らじおん!』內已練習的樂曲「『ﾚｯﾂｺﾞｰ』」的獨奏。
光碟外盒是『K-ON!』總作画監督堀口悠紀子親自畫的設計，CD外盒上也同樣的圖畫印刷。
Oricon集計在6月17日發售「平澤唯」和「秋山澪」2張作品，主題歌「Cagayake!GIRLS」和「Don't say "lazy"」，和劇中歌「ふわふわ時間」持續3首作品創下高排名紀錄。「秋山澪」是角色歌曲中銷售最多的，累積數目是歴代第1位銷售最多記録，「平澤唯」是累計「秋山澪」後歴代第2位銷售最多記録。
還有，在8月26日發售的「田井中律」、「琴吹紬」、「中野梓」3首作品也緊跟著在那之前的各作品締造高順序，是ORICO史上第一次由同樣動畫的角色歌曲帶來的一週在Oricon的3首作品同時登了上前10 。
然後在10月21日發售的「平澤憂」「真鍋和」2張單曲也一週在Oricon方面，記錄同時登上10《K-ON!》所有的11張單曲作品全部用Oricon進入前10名經驗。

## 「K-ON!」角色歌曲

### 平澤唯
於2009年6月17日和「秋山澪」同時發售。
收錄曲
1. ギー太に首ったけ [3:31]
作詞：大森祥子 作曲／編曲：Tom-H@ck
平澤唯擔當的樂器吉他。吉太（ギー太）是唯對吉他的暱稱。
2. Sunday Siesta [3:36]
作詞：大森祥子 作曲／編曲：百石元
歌詞「紫花苜蓿」所謂單字，即使該CD的旁白這個都使用的單字 。
3. 『ﾚｯﾂｺﾞｰ』(唯Ver.)[1] [4:09]
作詞：KANATA 作曲／編曲：Tom-H@ck
4. ギー太に首ったけ (instrumental)
5. Sunday Siesta (instrumental)
6. 『ﾚｯﾂｺﾞｰ』 (instrumental)

### 秋山澪
於2009年6月17日和「平澤唯」同時發售。
收錄曲
1. Heart Goes Boom!! [3:36]
作詞：大森祥子 作曲／編曲：前澤寛之
秋山澪担当的樂器Bass。
2. Hello Little Girl [4:42]
作詞：大森祥子 作曲：芦澤和則 編曲：小森茂生
3. 『ﾚｯﾂｺﾞｰ』(澪Ver.)[1] [4:11]
作詞：KANATA 作曲／編曲：Tom-H@ck
4. Heart Goes Boom!! (instrumental)
5. Hello Little Girl (instrumental)
6. 『ﾚｯﾂｺﾞｰ』 (instrumental)

### 田井中律
於2009年8月26日和「琴吹紬」和「中野梓」同時發售。
收錄曲
1. Girly Storm 疾走 Stick [3:34]
作詞：大森祥子　作曲／編曲：Tom-H@ck
田井中律担当的樂器爵士鼓。
2. 目指せハッピー100%↑↑↑ [3:16]
作詞：大森祥子　作曲／編曲：百石元
3. 『ﾚｯﾂｺﾞｰ』(律Ver.)[1] [4:09]
作詞：KANATA　作曲／編曲：Tom-H@ck
4. Girly Storm 疾走 Stick (instrumental)
5. 目指せハッピー100%↑↑↑ (instrumental)
6. 『ﾚｯﾂｺﾞｰ』 (instrumental)

### 琴吹紬
於2009年8月26日與「田井中律」和「中野梓」同時發售。
收錄曲
1. Dear My Keys 〜鍵盤の魔法〜 [4:38]
作詞：大森祥子 作曲／編曲：小森茂生
琴吹紬担当的樂器電子琴。
2. Humming Bird [3:48]
作詞：大森祥子 作曲／編曲：岡ナオキ
3. 『ﾚｯﾂｺﾞｰ』(紬Ver.)[1] [4:09]
作詞：KANATA 作曲／編曲：Tom-H@ck
4. Dear My Keys 〜鍵盤の魔法〜 (instrumental)
5. Humming Bird (instrumental)
6. 『ﾚｯﾂｺﾞｰ』 (instrumental)

### 中野梓
於2009年8月26日與「田井中律」和「琴吹紬」同時發售。
收錄曲
1. じゃじゃ馬Way To Go [4:27]
作詞：大森祥子 作曲／編曲：Tom-H@ck
中野梓担当的樂器吉他。
2. 私は私の道を行く [3:16]
作詞：大森祥子 作曲／編曲：Tom-H@ck
3. 『ﾚｯﾂｺﾞｰ』(梓Ver.)[1] [4:09]
作詞：KANATA 作曲／編曲：Tom-H@ck
4. じゃじゃ馬Way To Go (instrumental)
5. 私は私の道を行く (instrumental)
6. 『ﾚｯﾂｺﾞｰ』 (instrumental)

### 平澤憂
於2009年10月21日和「真鍋和」同時發售。
收錄曲
1. Lovely Sister LOVE [4:36]
作詞：大森祥子 作曲：田村信二 編曲：小森茂生
2. Oui!愛言葉 [3:59]
作詞：大森祥子 作曲：田村信二 編曲：百石元
3. Lovely Sister LOVE (instrumental)
4. Oui!愛言葉 (instrumental)

### 真鍋和
於2009年10月21日和「平澤憂」同時發售。
收錄曲
1. Coolly Hotty Tension Hi!! [3:54]
作詞：大森祥子 作曲／編曲：川口進 編曲：小森茂生
2. プロローグ [4:35]
作詞：大森祥子 作曲／編曲：前澤寛之
3. Coolly Hotty Tension Hi!! (instrumental)
4. プロローグ (instrumental)

## 「K-ON!!」角色歌曲
概要
- 電視動畫第二期『K-ON!!』的角色歌曲。
- 於2010年9月21日「平澤唯」和「秋山澪」兩張單曲發行預定。
- 2010年9月20日的ORICON・每日最高順位「秋山澪」第1位、「平澤唯」第2位記錄。
- 同年11月17日「田井中律」、「琴吹紬」、「中野梓」三張單曲發行預定。

### 平澤唯（第2期）
於2010年9月21日與「秋山澪」同時發行。
1. Oh My ギー太!! [4:10]
作詞：大森祥子 作曲／編曲：Tom-H@ck
平澤唯擔當的樂器吉他。
2. しあわせ日和 [3:41]
作詞：大森祥子 作曲：前澤寛之 編曲：百石元
3. Come with Me!!（唯Ver.）
作詞：大森祥子 作曲／編曲：小森茂生
4. Oh My ギー太!! (Instrumental)
5. しあわせ日和 (Instrumental)
6. Come with Me!! (Instrumental)

### 秋山澪（第2期）
於2010年9月21日與「平澤唯」同時發行。
1. 青春Vibration [3:34]
作詞：大森祥子 作曲／編曲：前澤寛之
秋山澪擔當的樂器Bass。
2. 蒼空のモノローグ [4:25]
作詞：大森祥子 作曲：前澤寛之 編曲：小森茂生
3. Come with Me!!（澪Ver.）
作詞：hotaru 作曲／編曲：小森茂生
4. 青春Vibration (Instrumental)
5. 蒼空のモノローグ (Instrumental)
6. Come with Me!! (Instrumental)

### 田井中律（第2期）
於2010年11月17日與「琴吹紬」和「中野梓」同時發行。
1. Drumming Shining My Life [3:22]
作詞：大森祥子 作曲、編曲：Tom-H@ck
田井中律擔當的樂器爵士鼓。
2. 夕空ア・ラ・カルト [4:05]
作詞：大森祥子 作曲、編曲：小森茂生
3. Come with Me!!（律Ver.） [3:30]
作詞：hotaru 作曲、編曲：小森茂生
4. Drumming Shining My Life （instrumental）
5. 夕空ア・ラ・カルト （instrumental）
6. Come with Me!! （instrumental）

### 琴吹紬（第2期）
於2010年11月17日與「田井中律」和「中野梓」同時發行。
1. Diaryはフォルテシモ [3:50]
作詞：大森祥子 作曲：川口進 編曲：小森茂生
琴吹紬擔當的樂器電子琴。
2. 野性の情熱 [4:35]
作詞：大森祥子 作曲、編曲：小森茂生
3. Come with Me!!（紬Ver.） [3:30]
作詞：hotaru 作曲、編曲：小森茂生
4. Diaryはフォルテシモ （instrumental）
5. 野性の情熱（instrumental）
6. Come with Me!! （instrumental）

### 中野梓（第2期）
於2010年11月17日與「田井中律」和「琴吹紬」同時發行。
1. Over the Starlight [4:05]
作詞：大森祥子 作曲、編曲：Tom-H@ck
中野梓擔當的樂器吉他。
2. Joyful Todays [3:07]
作詞：大森祥子 作曲、編曲：Tom-H@ck
3. Come with Me!!（梓Ver.） [3:30]
作詞：hotaru 作曲、編曲：小森茂生
4. Over the Starlight （instrumental）
5. Joyful Todays （instrumental）
6. Come with Me!! （instrumental）

### 平澤憂（第2期）
於2011年1月19日和「真鍋和」「鈴木純」同時發售。
1. ウキウキNew! My Way
作詞：大森祥子、作曲：川口進、編曲：小森茂生
2. Shiny GEMS
作詞：大森祥子、作曲：田村信二、編曲：百石元
3. Come with Me!!（憂Ver.） [3:30]
作詞：hotaru、作曲・編曲：小森茂生
4. ウキウキNew! My Way （instrumental）
5. Shiny GEMS （instrumental）
6. Come with Me!! （instrumental）

### 真鍋和（第2期）
於2011年1月19日和「平澤憂」「鈴木純」同時發售。
1. Jump
作詞：大森祥子、作曲・編曲：Tom-H@ck
2. ひだまりLiving
作詞：大森祥子、作曲・編曲：前澤寛之
3. Come with Me!!（和Ver.） [3:30]
作詞：hotaru、作曲・編曲：小森茂生
4. Jump （instrumental）
5. ひだまりLiving （instrumental）
6. Come with Me!! （instrumental）

### 鈴木純（第2期）
於2011年1月19日和「平澤憂」「真鍋和」同時發售。
1. 純情Bomber!!
作詞：大森祥子、作曲・編曲：小森茂生
2. Midnight スーパースター☆☆☆
作詞：大森祥子、作曲・編曲：Tom-H@ck
3. Come with Me!!（純Ver.） [3:30]
作詞：hotaru、作曲・編曲：小森茂生
4. 純情Bomber!! （instrumental）
5. Midnight スーパースター☆☆☆ （instrumental）
6. Come with Me!! （instrumental）

## 脚注
1. 1 2 3 4 5 6 7 8 9 10 11  「『ﾚｯﾂｺﾞｰ』」について、ウェブサイトなどでは「『レッツゴー』」と表記されるが、ここでは製品（CD）上での表記に準拠する。
2. ↑  . The Natsu Style. 2009年4月28日  [2009-09-01]. （原始内容存档于2009-02-18）.
3. ↑  . The Natsu Style. 2009年6月17日  [2009-09-01]. （原始内容存档于2009-06-20）.
4. 1 2  . The Natsu Style. 2009年6月23日  [2009-09-01]. （原始内容存档于2010-03-04）.
5. 1 2  . The Natsu Style. 2009年10月28日  [2009-10-28]. （原始内容存档于2009-10-29）.
6. ↑  . The Natsu Style. 2009年10月21日  [2009-10-28]. （原始内容存档于2009-10-24）.
7. 1 2  朝日電視台『Music Station』2009年6月19日放送發表週間Music Station。
8. 1 2   TBS『CDTV』2009年6月27日放送
9. 1 2 3  朝日電視台『Music Station2009年8月28日放送發表週間Music Station。
10. 1 2 3   TBS『CDTV』2009年9月5日放送
11. ↑  朝日電視台『Music station』2011年1月21日放送分在發表該週間單日排名。

## 外部連結
- . TBS.   [2009-11-01]. （原始内容存档于2009-04-06）.
- . ポニーキャニオン. 2009-10-23  [2009-11-01]. （原始内容存档于2009-05-29）.
- . ポニーキャニオン. 2009-10-23  [2009-11-01]. （原始内容存档于2009-05-29）.
- . ポニーキャニオン. 2009-10-23  [2009-11-01]. （原始内容存档于2009-07-24）.
- . ポニーキャニオン. 2009-10-23  [2009-11-01]. （原始内容存档于2009-07-24）.
- . ポニーキャニオン. 2009-10-23  [2009-11-01]. （原始内容存档于2009-07-24）.
- . ポニーキャニオン. 2009-10-24  [2009-11-01]. （原始内容存档于2009-10-26）.
- . ポニーキャニオン. 2009-10-24  [2009-11-01]. （原始内容存档于2009-10-26）.
- . ポニーキャニオン. 2010-09-21  [2010-08-21]. （原始内容存档于2011-09-11）.
- . ポニーキャニオン. 2010-09-21  [2010-08-21]. （原始内容存档于2012-03-08）.
- . ポニーキャニオン. 2010-11-17  [2010-10-23]. （原始内容存档于2013-09-13）.
- . ポニーキャニオン. 2010-11-17  [2010-10-23]. （原始内容存档于2011-07-22）.
- . ポニーキャニオン. 2010-11-17  [2010-10-23]. （原始内容存档于2013-09-13）.
- . ポニーキャニオン. 2011-01-19  [2010-12-10]. （原始内容存档于2011-01-20）.
- . ポニーキャニオン. 2011-01-19  [2010-12-10]. （原始内容存档于2011-01-20）.
- . ポニーキャニオン. 2011-01-19  [2010-12-10]. （原始内容存档于2011-01-20）.